# Bastiago
Bastiago, Bastiak o Berschak (in croato: Bršćak) è una piccola isola disabitata della Croazia situata nel mare Adriatico a nord dell'isola Lunga; fa parte dell'arcipelago zaratino. Amministrativamente appartiene al comune di Sale, nella regione zaratina.

## Geografia
Bastiago si trova all'ingresso occidentale del canale di Settebocche o Passo di Settebocche (chiamato in croato prolaz Maknare). Il canale, che ha un andamento est-ovest, mette in comunicazione il mare aperto con il mare di Puntadura (Virsko more) e separa l'isola di Melada da tutte le isole più a sud (isola Lunga, Sferinaz, Ton Grande e Sestrugno). A est di Bastiago, il tratto di mare che è compreso fra le suddette isole si chiama in croato Sedmovraće o Sedmoro Usta, e cioè "sette bocche", poiché tanti sono i passaggi fra le varie isole.
L'isolotto si trova a soli 100 m di distanza da punta Borio o Boria (rt Barja), l'estremità settentrionale dell'isola Lunga; a seguire, alla distanza di 460 m, c'è un altro isolotto (Nudo) e assieme costituiscono il naturale proseguimento dell'Isola Lunga. Bastiago ha un'area di 0,189 km², una costa lunga 2,07 km e un'altezza di 37 m.

### Isole adiacenti
- Nudo (Golac), isolotto nel passo di Settebocche a nord-ovest di Bastiago.

### Cartografia
- (HR) Mappa topografica della Croazia 1:25000, su preglednik.arkod.hr. URL consultato il 23 ottobre 2017.
- G. Giani, Carta prospettiva delle Comuni censuarie della Dalmazia, foglio 2, 1839. Fondo Miscellanea cartografica catastale, Archivio di Stato di Trieste.
- Carta di cabottaggio del mare Adriatico, foglio V, Milano, Istituto geografico militare, 1822-1824. URL consultato il 10 gennaio 2021 (archiviato dall'url originale il 6 settembre 2012).